# Akcja zwykła

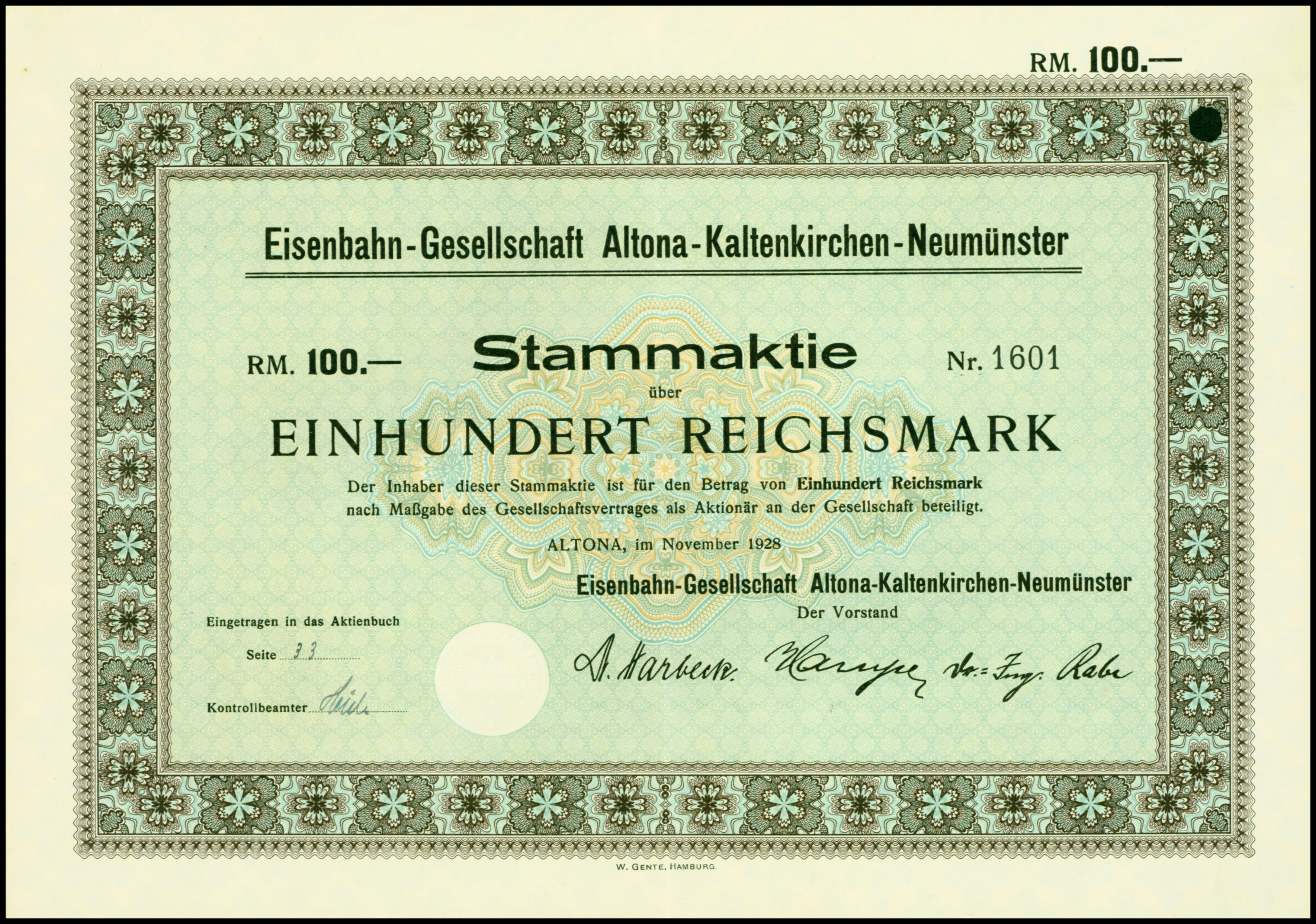
Archiwalna akcja niemieckiej spółki kolejowej z 1928 r.

Akcja zwykła (ang. common stock, ordinary shares) – udziałowy papier wartościowy emitowany przez spółkę akcyjną, stwierdzający ułamkową własność kapitału akcyjnego. Akcje zwykłe przyznają ich posiadaczowi prawa majątkowe, takie jak:
- prawo do udziału w rocznych zyskach wypracowanych przez spółkę akcyjną (dywidenda),
- prawo pierwszeństwa do objęcia akcji nowej emisji (prawo poboru),
- prawo do określonej części majątku spółki, w przypadku jej likwidacji,
- prawa korporacyjne umożliwiające wpływ na funkcjonowanie spółki (np. prawo do uczestnictwa na walnym zgromadzeniu wraz z prawem głosu).

W przeciwieństwie do akcji uprzywilejowanych, posiadaczom akcji zwykłych nie przysługują żadne dodatkowe prawa (np. akcje uprzywilejowane dają na Walnym Zgromadzeniu więcej niż jeden głos, jednak nie więcej niż dwa głosy).
Na giełdzie papierów wartościowych przedmiotem obrotu mogą być wyłącznie akcje zwykłe. Akcje te mają formę zdematerializowaną od chwili ich zarejestrowania przez spółkę w Krajowym Depozycie Papierów Wartościowych S.A.